# Feller Maximiner Burg
Die Feller Maximiner Burg, eigentlich Maximiner Burg, ist eine ehemalige Burganlage im Ortsteil Oberfell der Gemeinde Fell (Burgstraße 2–9) im Landkreis Trier-Saarburg in Rheinland-Pfalz.
Sie war einst Sitz der Grafschaft Fell mit dem Hochgericht Fell. Dazu gehörten die Dorf- und Hofgerichte von Ober- und Niederfell, des Feller Bergs, von Lörsch, Fastrau, Riol, Longuich, Kirsch, Issel, Kenn, Lorscheid, Meirath, Welschrath und Herl.
Die Maximiner Burg wurde von der Abtei St. Maximin erbaut, 1333 kam es zu Aus- und Umbauten und der Stiftung der Kapelle St. Margarethe. 1783 wurden die Gebäude neu erbaut, 1804 versteigert und zu Wohnzwecken umgebaut.
Von der ehemaligen Burganlage sind nur noch Reste der Umfassungsmauer, der tonnengewölbte Keller und der barocke Torbogen erhalten. Der Torbogen des Burgtors zeigt klassische Pilasterarchitektur aus Sandsteinquadern. 